# Šeregeš
Šeregeš (in russo Шерегеш?) è una cittadina della Russia siberiana meridionale (oblast' di Kemerovo). Appartiene amministrativamente al rajon Taštagol'skij.

## Geografia
Sorge nella parte meridionale della oblast', ai piedi del monte Zelënaja (monti Altaj orientali), ed è attraversato dal fiume Bol'šoj Unzas.
Il clima è quello tipico fortemente continentale, con inverni lunghi (da novembre a maggio) ed estati calde. Lo spessore del manto nevoso in alcuni punti raggiunge i 4 metri.
La località è un tipico insediamento al servizio di un'impresa, in questo caso una miniera e un impianto di lavorazione. Ci sono solo tre strade principali del villaggio: Gagarin, Dzerzhinsky e Yubileinaya. Nel villaggio, la maggior parte delle case sono "chruščëvka" costruite con mattoni rossi, oltre ad edifici a più piani. L'insediamento è composto da due parti: Šeregeš "nuova" e "vecchia".

## Storia
Il villaggio prende il nome in onore dei fratelli Šeregešev, che nel 1912 vi scoprirono un giacimento di minerali di ferro. Dopo il ritardo causato dalla seconda guerra mondiale, nel 1949 iniziò la costruzione di una miniera e di un insediamento operaio. Il primo minerale fu estratto nel 1952 e nel 1956 il luogo ottenne lo status di insediamento di tipo urbano. Intorno alle imprese minerarie dello stabilimento metallurgico di Kuznetsk vennero realizzati centri ricreativi nelle vicinanze e ogni settimana treni speciali vi portavano i turisti. C'erano anche istituti di lavoro correttivo nel villaggio.
Nel 1981 venne inaugurato il comprensorio sciistico per ospitare la Spartachiade invernale dei popoli della RSFSR. Dal 1989 iniziò l'ulteriore sviluppo di Šeregeš come località turistica, con la realizzazione di nuove piste da sci, sanatori, case di riposo e appartamenti turistici. Nel 2003 è stata costruita l'autostrada Novokuzneck-Kuzedeevo-Taštagol e nel 2010 è stata costruita la strada Čugunš-Šeregeš. Dall'inizio degli anni 2000, Šeregeš è divenuta una rinomata una stazione invernale, con un numero di turisti passato da 30.000 all'anno a 980.000 registrati nel 2011.  vista la posizione ai piedi di alte montagne.